# Francis Creek (Wisconsin)
Francis Creek es una villa ubicada en el condado de Manitowoc en el estado estadounidense de Wisconsin. En el Censo de 2010 tenía una población de 669 habitantes y una densidad poblacional de 219,46 personas por km².

## Geografía
Francis Creek se encuentra ubicada en las coordenadas 44°12′2″N 87°43′17″O / 44.20056, -87.72139. Según la Oficina del Censo de los Estados Unidos, Francis Creek tiene una superficie total de 3.05 km², de la cual 3.05 km² corresponden a tierra firme y (0%) 0 km² es agua.

## Demografía
Según el censo de 2010, había 669 personas residiendo en Francis Creek. La densidad de población era de 219,46 hab./km². De los 669 habitantes, Francis Creek estaba compuesto por el 97.61% blancos, el 0.15% eran afroamericanos, el 0% eran amerindios, el 0.6% eran asiáticos, el 0% eran isleños del Pacífico, el 0.3% eran de otras razas y el 1.35% pertenecían a dos o más razas. Del total de la población el 0.45% eran hispanos o latinos de cualquier raza.